# 垂水郵便局
垂水郵便局（たるみゆうびんきょく）
- 兵庫県神戸市垂水区にある郵便局。本記事にて記述する。

垂水簡易郵便局（たるみかんいゆうびんきょく）
- 香川県丸亀市にある簡易郵便局。局番号は63708。

垂水郵便局（たるみゆうびんきょく）は、兵庫県神戸市垂水区にある郵便局。民営化前の分類では集配普通郵便局であった。

## 概要
住所：〒655-8799 兵庫県神戸市垂水区星陵台1-4-29

### 併設施設
- ゆうちょ銀行垂水店（大阪支店垂水出張所）：取扱店番号431100

### 分室
分室はなし。過去に存在した分室は以下のとおり。
- 保険分室 - 開設・廃止年月日不明。

## 沿革
- 1950年（昭和25年）4月16日 - 保険分室を垂水区西垂水日向町から同区西垂水町に移転[1]。
- 1962年（昭和37年）8月1日 - 和文電報受付および電話通話業務を開始。
- 1998年（平成10年）9月1日 - 外国通貨の両替および旅行小切手の売買に関する業務取扱を開始。
- 2007年（平成19年）10月1日 - 民営化に伴い、併設された郵便事業垂水支店、ゆうちょ銀行垂水店に一部業務を移管。
- 2012年（平成24年）10月1日 - 日本郵便株式会社発足に伴い、郵便事業垂水支店を垂水郵便局に統合。

## 取扱内容

### 垂水郵便局
- 郵便、印紙、ゆうパック、内容証明
- 生命保険、バイク自賠責保険、自動車保険
- 地方公共団体事務（兵庫県住宅再建共済基金利用申込取次事務）
- 「655-00xx」「655-08xx」区域（神戸市垂水区全域）の集配業務
- ゆうゆう窓口

### ゆうちょ銀行垂水店
- 貯金、貸付、為替、振替、振込、国際送金、外貨両替、トラベラーズチェック、国債、投資信託、変額年金保険
- ATM

## 周辺
- 五色塚古墳
- 兵庫県立星陵高等学校
- 兵庫県立神戸商業高等学校
- 愛徳学園中学校・高等学校

## アクセス
- JR山陽本線（JR神戸線） 垂水駅、山陽電鉄本線 山陽垂水駅から徒歩約21分
- 神戸市バス、山陽バス 星陵台1丁目もしくは星陵台3丁目停留所下車
- 第二神明道路 高丸ICから南へ約700m
- 駐車場あり：4台